# Guiso (famiglia)
I Guiso sono un'antica famiglia sarda che ha rivestito un ruolo importante nella realtà storica dell'isola, specialmente nel Feudo d'Albis, ad Orosei e a Nuoro con la sua provincia.
Investiti del titolo di cavalieri e nobildonne da Giovanni II d'Aragona, i Guiso si sono imparentati con diverse altre famiglie nobili sarde, perdendo progressivamente importanza e titoli di rilievo, a causa delle discendenze femminili. L'ultimo ramo effettivamente nobile sotto il nome di Guiso è il ramo oroseino, che si spezzerà poi in Guiso-Gallisay a Nuoro e Guiso-Satta a Orosei.
Tra gli esponenti più noti della famiglia sono stati Nanni Guiso e Giacinto Satta, appartenenti al ramo Satta-Guiso e Francesco Maria Benedetto Amat Manca, figlio di Maddalena Manca Guiso, marchesa d'Albis.

## Storia
La famiglia Guiso compare per la prima volta durante la firma del 1388 che a sigla la pace tra la Corona di Aragona con il Giudicato di Arborea e la famiglia Guiso si impone come notabili locali firmatari, garantendosi il diritto sulla baronia.
Il capostipite della famiglia, tuttavia, è Salvatore Guiso, il quale comprò il feudo di Orosei e Galtellì nel 1449 e fu successivamente nominato barone con la sua discendenza perpetua il 2 Agosto 1459 da Giovanni II d'Aragona. Da qui deriva il nome storico delle Baronie, tuttora in uso per denominare la regione).
Costituiti da un'alta percentuale femminile, i Guiso si intrecciarono con numerose famiglie nobili della Sardegna, primi fra tutti i Manca che figurarono al centro delle complesse vicende ereditarie legate al titolo di Marchesi e alla storia del Feudo d'Albis, e con gli Zapata, la famiglia espandette il suo potere.
Dopo la morte di Salvatore, avvenuta il 25 febbraio 1488, il feudo passò ai figli Antonio, Giovanni e Pietro, rispettivamente 2º, 3º e 4º barone. Il feudo passò poi ad Antonio, figlio di Pietro. Con la morte di questi senza eredi maschi, i territori furono devoluti alla Corona: risultava irreperibile un atto notarile che decretasse la legittima successione alle discendenti donne. Un accordo tra discendenti donne e il Fisco rimase in vigore dal 1547 al 1649, quando il consiglio di Aragona si pronunciò in favore di Don Antonio Manca-Guiso, Primo Marchese d'Albis. Nasce qui la prevaricazione dei Manca Guiso come Ramo principale della dinastia. Pur sposandosi con altre famiglie, per diverse generazioni Manca Guiso rimase il cognome di potere della successione nobiliare, prima Come Guiso Manca, e dopo come Manca Guiso. In questi anni le famiglie Guiso e Manca si incrociarono comunque più volte.
Antonio Guiso, 5º barone di Galtellì, figlio di Pietro Guiso,  ebbe come concubina una tale Maddalena Porcu, mentre era ancora in vita la moglie Angela Cadello. Dalla Porcu don Antonio ebbe tre figlie, due nate fuori matrimonio, e quindi non legittimate ad ereditare il feudo, e la terza, donna Violante Guiso Porcu, nata dopo che don Antonio, una volta morta la moglie, passò a nuove nozze. Don Antonio chiese una dispensa papale speciale ed ottenne che la figlia Violante ereditasse il feudo. Essendo don Antonio morto nel 1547 senza discendenza maschile, donna Violante fu quindi 6ª baronessa di Galtellì e Orosei.
Nel 1547,il Fisco Reale assegnò la gestione del feudo a Giuliano Manca, lontano parente nuorese, a condizione che fosse nominato regidor don Juan de Cardona, marito di donna Francisca Flors de Espina, sorella di donna Violante. Nel mentre la causa fra le figlie di don Antonio continuò, fino all'ottenzione nel 1562 della vittoria di Violante, in seguito ad una Reale Udienza che ne riconosceva i diritti di successione. La Famiglia Guiso tornò quindi in possesso della Baronia di Orosei e della Signoria di Galtellì in data 26 Gennaio 1548.
Intanto Violante Guiso sposò il cugino Salvatore Guiso. il figlio Antonio Guiso ricevette l’Investitura della baronia di Galtellì e Incontrada di Orosei il 28 luglio 1582 dalla madre.
Nel 1593 si riaccese la controversia sulla investitura della Baronia di Orosei, tra il Procuratore Reale - che approfittava dei dissapori tra le sorelle - e la famiglia Guiso. Il Fisco fece obiezione al passaggio da madre a figlio, ma il Consiglio Patrimoniale e di Giustizia diede comunque il suo assenso, facendo salve le prerogative del Fisco.  La Reale Udienza del 3 agosto proferì sua sentenza contro le pretese del Patrimonio, quando il Procuratore fu obbligato a riconoscere i Guiso (e Manca Guiso), nonostante avesse preferito dare appoggio ai Manca.
Antonio Guiso ereditò metà del feudo dalla madre donna Violante Guiso, venendo nominato 7º barone di Orosei il 28 luglio 1582, ma essendo senza discendenza testò in favore della sorella Giovannangela. Questa succedette al fratello nel giugno 1589, divenendo 8ª baronessa di Orosei e Galtellì; aveva sposato Gabriele Manca, signore di Ussana. Alla sua morte, avvenuta fra il giugno 1589 e il 3 agosto 1593, il feudo comprendente i villaggi di Dorgali, Galtellì, Irgoli, Loculi, Lula, Onifai, Orosei e Torpè, passò al figlio Giovanni Fabrizio, ma poiché era ancora minorenne, suo padre Gabriel fu nominato reggente fino al raggiungimento maggiore età del barone, nel 1599. Questi era quindi nato tra il 1579 e il 1580, coerentemente con la data della cresima, avvenuta a Galtellì il 19 aprile 1588.
L'investitutra del minore avvenne il 23 luglio 1593, ma le zie di Giovanni Fabrizio, Anna e Francesca “Flors de Espina”, si opposero, pretendendo accampare i diritti sulla successione. La vicenda proseguì fra i Cardona Guiso (eredi di Francesca) e i Manca Guiso (eredi di Violante). Questa nuova fase si concluse il 23 Agosto 1604 con la concessione a Giovanni Fabrizio Manca Guiso, pronipote di Violante segnando la fine della detenzione esclusiva del titolo di Marchesi ai Guiso, ma dando vita ad un periodo di continuo alternarsi tra Manca Guiso e Guiso, grazie ai matrimoni tra consanguinei ma anche alle numerosi morti senza eredi. Alla sentenza del 1604 infatti seguirono altre, sempre contraddittorie in favore di un pretendente o di un altro. Quando con sentenza del 10 giugno 1628, il Consiglio Supremo Reale si pronunciava nuovamente in favore di Don Giovanni Fabrizio Guiso, la situazione non venne comunque risolta.
Nel 1649 a il Consiglio Supremo Reale dovette pronunciarsi ancora il 24 dicembre, in appello al giudizio del 1628, e confermava la Reale Udienza del 1622 in favore di Giovanni Fabrizio.
Don Antonio Giuseppe Guiso, nella prima metà del XVIII secolo aveva annesso ai suoi possedimenti Busachi e Austis, e con essi lasciò alla sua morte, il 28 giugno 1737, il feudo di Albis al figlio adottivo Don Francesco Guiso, nonostante le condizioni e i vincoli derivanti dai predecessori (tra cui la discendenza primogenita maschile e femminile diretta dei Cervellon, possessori originali del feudo.). Don Francesco venne investito il 4 luglio dell'anno successivo, tramite sua madre e tutrice Maia Vincenza Cervellon, nota come la Marchesa delle Conquiste.
In questo periodo abbiamo notizia di alcune componenti della famiglia Manca Guiso che si sposano in Portogallo, con membri della famiglia reale.
Francesco morì senza prole, e i possedimenti passarono allo zio paterno Francesco I, grazie al testamento paterno del 9 settembre 1721, prese possesso dei feudi nel 1751 e venne investito del titolo con sentenza del 14 aprile dell'anno successivo. Il suo discendente, Don Antonio Guiso di Orosei, morì pure lui senza prole alcuna. Don Giovanni Manca Guiso, ereditò feudi e titoli in quanto zio paterno del defunto, quindi versò alla madre di quest'ultimo, Donna Agnese Simon, una dote (dodici mila scudi) per il possesso dei feudi, ufficializzato nel 1757 e con sentenza d'investitura del 1760.
Il 6.8.1768 una sentenza della Reale Udienza conferma il mantenimento nel possesso della nobiltà a favore di Antonio Guiso di Orosei.
Eredita nel 1775 il figlio ancora infante Don Raffaele Manca Guiso, che insieme alla sorella Donna Maddalena Manca Guiso, adottarono il solo nome di Manca.
Con la morte in giovane età, nel 1788, dell'ultimo Marchese, Don Raffaele Manca Guiso, il feudo, insieme ad altri possedimenti (eccetto il Feudo di Austis), fu considerato devoluto dal fisco ob lineam finitam, dando vita a quel lento processo di "defeudalizzazione" che iniziò ad investire la Sardegna in differenti subregioni.
A questa defeudalizzazione si oppose la sorella del defunto, Donna Maria Maddalena sposata Amat, e marchesa di Albis, il cui figlio primogenito Giovanni Amat Manca (fratello primogenito di Francesco Maria Benedetto Amat Manca, figli entrambi di Vincenzo Amat Bacallar, marchese di San Filippo) deteneva il titolo di Marchese d'Albis, in quanto suo erede.
Donna Maddalena si oppose, sull'esempio dell'esclusione del feudo di Austis, anche per i villaggi di Ussana, Orosei, Galtellì, Dorgali e Lula, e ne ottenne la disponibilità con un compromesso, come approvato dal re Vittorio Amedeo il 21 settembre 1790.
Tale compromesso, stilato in 9 punti contrattuali, prevedeva che la Marchesa ottenesse la baronia e altri beni feudali, occupati del Fisco, mediante il pagamento di una somma pari a 240.000 lire di Piemonte, entro quindici anni, ed esclusi interessi.
2° che il titolo marchionale d'Albis annesso alla baronia di Orosei, passasse a D. Maddalena e a' suoi con la stessa anzianità, misurata dal diploma 10 aprile 1651, e con le stesse prerogative già spettate al di lei padre
3° Che i detti Feudi di Orosei e Ussana restassero a lei e ai suoi discendenti maschi e femine con la natura di feudo retto e con l'ordine di vera lineare primogenitura; [...]»
( Goffredo Casalis, Dizionario geografico storico-statistico-commerciale degli stati di S.M. il re di Sardegna Vol- XVIII quater, 1856.)
La Marchesa non riuscì però ad onorare le clausole finanziarie, e fu costretta e cedere l'amministrazione e i frutti dei feudi al fisco, pur mantenendone la proprietà. Ma questa soluzione del 1801, non fu sufficiente a risanare il debito e nel 1805 scadde il termine prefissato per il pagamento. La Baronessa implorò il re di Istituire una commissione che valutasse la situazione economica e decidesse in merito. I Delegati del Re, (il presidente della Commissione Cabra, il Giudice Lostia, il Conte Fancello, il Marchese di Villamarina e il marchese di San Tommaso), tutti giudici dell'isola, si espressero in favore della marchesa, lasciandole il feudo. Il Fisco, tuttavia, facendo forza su una clausola in proprio favore, ribaltò la propria posizione, rimpossessandosi del Feudo in toto e dichiarandone la definitiva cessazione.
Il 27 agosto del 1808 la Baronessa Maddalena Manca Guiso firma un accordo con il Regio Demanio e la Baronia di Galtellì e la "Encontrada" di Orosei vengono definitivamente cedute per regio decreto del 6 settembre.
Alla famiglia Amat Manca (Guiso) non rimase che il feudo di Bonvehì, il feudo di Austis e il titolo spoglio di Marchesi d'Albis, avendo perso sia Orosei e Galtellì, che Planu De Murtas. Fu in questo passaggio che la famiglia Guiso perse definitivamente il potere e i titoli nobiliari più importanti.
Il proseguimento della dinastia Guiso avviene grazie alla divisione dei vari territori che progressivamente vengono suddivisi tra i vari eredi più per risolvere contrasti ereditari e di dinastia nobiliare, oppure per rinunce volontarie per problemi col Fisco reale. Il titolo di Marchese andò quindi perdendo importanza e finendo per appartenere ai Manca Amat. on la morte di Maddalena Manca Guiso cadde l'ultimo esponente d'alto rango dei Guiso, facendo sì che ai rami cadetti e frammentati, rimanessero le proprietà terriere e il potere politico nei vari possedimenti territoriali che andarono via via spezzettandosi e venendo riscattati direttamente dal fisco per tutto l'aspetto di proventi ed erario, giacché il fisco incassava senza intermediari i proventi della tassazione.
Tra il XIX e il XX secolo, I Savoia continueranno comunque a sostenere il potere nobiliare locale singolarmente per ogni villaggio a piccole famiglie nobili locali, la maggiore delle quali rimase comunque il ramo oroseino dei Guiso.
L'ultimo discendente riconosciuto sul quale si son basate tutte le eredità e le generazioni attuali fu fino al 1822, Giuseppe Guiso. Ad essi, vennero, tuttavia, assegnati la cura e il mantenimento dei territori di Orosei, che rimaneva un importante centro commerciale, tanto che nel 1834 il Supremo consiglio di Sardegna autorizza la famiglia a continuare di fregiarsi di scudo araldico, descritto come «Di rosso alla torre d'argento merlata di sette pezzi, aperta e finestrata di nero, posta sulla campagna al naturale, sormontata da un grifo d'oro». Il 4 settembre dello stesso anno, la sentenza del Supremo Consiglio di Piemonte riconosce la spettanza dei titoli e privilegi nobiliari a favore di Francesco Guiso di Monastir, figlio di Antonio di Orosei.
Per tutto l'Ottocento le famiglie Guiso che non avevano perso il cognome nel corso delle discendenze si attestarono come latifondisti e proprietari terrieri, continuando ad influenzare le vicende locali e a fregiarsi del titolo di Cavalieri e Nobildonne. Da questo momento, per mantenere il potere ormai più economico che nobiliare (a causa della soppressione del sistema feudale nel 1839 da parte dei Savoia), la storia dei Guiso si intreccia con i Gallisay di Nuoro e da questa unione iniziò il ramo dei Guiso-Gallisay, che tanto ruolo ebbero nell'imprenditoria industriale locale. Da don Pietro Guiso e donna Antonia Carmina nacque infatti don Francesco Guiso-Gallisay, pioniere dell'installazione dell'energia elettrica nel Nuorese, nonché dell'installazione del primo panificio industriale.
È in questo contesto che nascono, a Orosei, dall'unico ramo Guiso ancora esistente per discendenza maschile, i Guiso-Satta e i Guiso Gallisay (Trasferitesi a Nuoro): il primo discende da Paola Guiso e il secondo dal fratello, figli dell'unico erede di discendenza maschile della precedente generazione.
Nella famiglia dei Guiso Satta nasceranno prima Giacinto Satta, artista, giornalista e Sindaco di Nuoro poi Nanni Guiso, nipote della sorella di Giacinto. Dal Ramo dei Guiso Gallisay si svilupperà l'omonima famiglia imprenditoriale che, oltre ad attività agricole, si caratterizzerà per ruoli industriali di spicco nella provincia: dalle cave di talco, alla prima produzione di energia elettrica della provincia, alla licenza per gli acquedotti e gli specchi d'acqua della costa

## Genealogia
Dal ramo dei Guiso originario si distinguono tre rami principali:
- Guiso-Guiso, estintisi nel 1751 con la morte di Don Francesco Guiso.
  - Manca Guiso, spiccarono per l'eredità dei titoli e dei territori dopo la morte di Don Francesco Guiso, in quanto parenti più prossimi. I discendenti legati alla linea più prossima Guiso, si estinsero con don Raffaele Manca Guiso, che morì senza eredi e i titoli passarono al nipote Giovanni Amat Manca, figlio della sorella Donna Maddalena Manca Guiso in Amat.
  - Guiso-Guiso, originato come ramo cadetto dei Guiso-Guiso, e per tale ragione non eredita altri titoli se non quello di Cavalieri e Nobildonne, ma rimangono il ramo Guiso giunto fino ad oggi per discendenza maschile o femminile (in via esclusiva).
    - Dai due fratelli Donna Paola e Don Pietro Guiso nascono rispettivamente:
      - Guiso-Satta di Orosei (a cui fanno capo Nanni Guiso e Giacinto Satta)
      - Guiso Gallisay trasferitisi a Nuoro, ma con grandi proprietà e interessi a Orosei come i cugini, e che daranno origine agli attuali rami cadetti dei
        - Guiso (Gallisay)
        - Guiso Pilo
        - Lostia Guiso

Altri rami minori:
- Guiso Pirella   Tramite documenti sparsi si sa inoltre che un Guiso sposò Prima del 1649, Antonia Dominiga Manca Penducho - proveniente da una famiglia di benestanti di bestiame ramo cadetto dei Manca. Di costui non si conosce il nome. Il cognome è desunto da quello dei quattro figli di primo letto:  Antonio, Sebastiano, (padre del frate francescano Pacifico Guiso Pirella) e Giovanna Maria. I due maschi, così come il loro zio materno, sposarono una Pirisi il primo e una Pirella il secondo, dando vita al ramo Guiso Pirella, strettamente imparentati con i Manca Pirella della madre (che alla morte di Guiso sposò un Pirella, suo consanguineo di 4º grado).[22] Giovanna Maria Guiso Manca sposò un Nieddu.

## Archivi
Gli Archivi della Famiglia Guiso sono oggi spalmati tra l'Archivio Amat, l'Archivio Guiso, l'Archivio di Stato di Cagliari e di Nuoro, Archivi di Stato in Spagna, a Torino, oltre che altre collezioni private.

## Residenze ed Edifici d'interesse storico
Benché sia impossibile citare tutti gli edifici e le residenze appartenute o appartenenti ai rami della famiglia, si notino qui le più interessanti o notevoli.

### Cagliari[22]
- Casa Manca Guiso  A Cagliari vi era la Casa di Don Antonio Manca Guiso, la stessa che fu di suo padre Fabrizio e prima di suo nonno Gabriele. Furono inventariati: il testamento di don Salvatore Guiso, primo assegnatario della Baronia; il testamento di don Pietro Guiso; il testamento e i capitoli matrimoniali di donna Violante Guiso; quello di don Salvatore Guiso suo marito; il testamento di donna Giovannangela Guiso; i capitoli matrimoniali e l’inventario dei beni di donna Francesca Guiso “Flors de Espina”; l’investitura di don Giovanni Fabrizio Manca Guiso; l’atto di fondazione della chiesa di Sant’Ignazio a Orosei; un plico di carte sulla fondazione del convento di san Paolo a Nuoro. Nell'archivio di Stato di Cagliari sono conservati i documenti ritrovati,  Fra gli oggetti di valore in essa conservati, sono menzionati nell’inventario: un quadretto raffigurante Santa Cecilia; un quadro di San Lucifero; il dipinto di un papa imprecisato; una raffigurazione dell’apparizione di Cristo agli apostoli; un quadro del cardinale Infant e del principe Thomas; un ritratto di san Carlo; un dipinto raffigurante la Madonna; un quadretto della Sacra Famiglia; uno della Vergine di Trapani; un’immagine di N. S. della Pietà guarnita d’oro; una croce di cristallo con punte di diamante; una collana di rubini; una campana d’argento.

### Nuoro
- Casa Guiso Gallisay  Edificio di gran pregio, residenza fine ottocentesca dei Guiso Gallisay a Nuoro. Restaurata e arredata da Michele Busiri Vici.[25] In Via Aspromonte.
- Palazzo Guiso  Residenza in pieno centro storico dei Guiso sin dal loro trasferimento a Nuoro. In Via Giovanni Maria Angioy
- Mulino Guiso Gallisay Oggi di proprietà comunale.
- Casa Guiso Manca  Nel Rione del Salvatore ma non precisamente individuata tra le case storiche[22].

### Orosei
- Casa padronale Guiso[26]